# Bolla di vento stellare

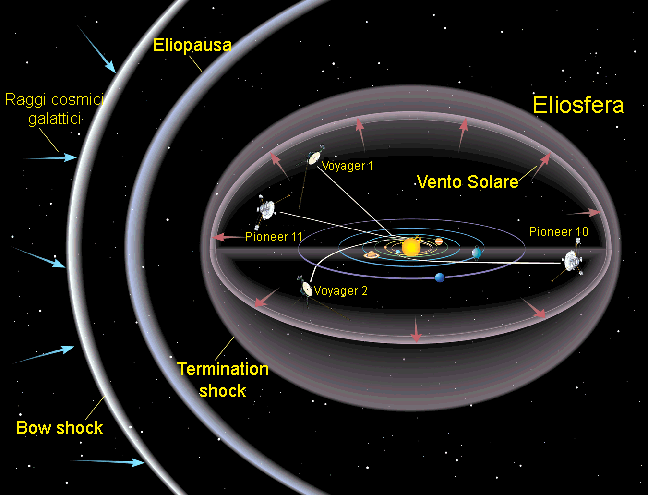
Le strutture dell'eliosfera.

Il termine bolla di vento stellare designa, in astronomia, una cavità di alcuni anni luce nel mezzo interstellare, costituita da gas riscaldato dal vento emesso ad alte velocità (alcune migliaia di km/s) da una stella massiccia di classe spettrale O o B. Anche le stelle meno imponenti emettono delle strutture simili; un esempio è l'eliosfera, emessa dal Sole (di classe spettrale G), all'interno della quale si trova il sistema solare.
Le bolle di vento stellare possiedono una struttura a doppio shock. La parte più interna della bolla si scalda in un termination shock (shock di terminazione), in cui la sua energia cinetica viene convertita in energia termica, che riscalda i gas sino alla temperatura di 106 K; si forma così un plasma altamente ionizzato che emette raggi X. Il vento riscaldato e ad elevata pressione si espande, causando uno shock all'interno del gas interstellare circostante. Se il gas circostante è abbastanza denso (densità n > 0,1 cm-3), il gas delle regioni più esterne si raffredda molto più velocemente di quello delle parti più interne, formando un sottile ma piuttosto denso involucro attorno al vento stellare.